# Yeelanna
Yeelanna är ett släkte av insekter. Yeelanna ingår i familjen Pyrgomorphidae.
Kladogram enligt Catalogue of Life:
| Yeelanna | \| \| Yeelanna argus \| \| \| \| \| \| Yeelanna pavonina \| \| \| \| |
|          | \| \| Yeelanna argus \| \| \| \| \| \| Yeelanna pavonina \| \| \| \| |
|          | Yeelanna argus                                                       |
|          |                                                                      |
|          | Yeelanna pavonina                                                    |
|          |                                                                      |

## Bildgalleri

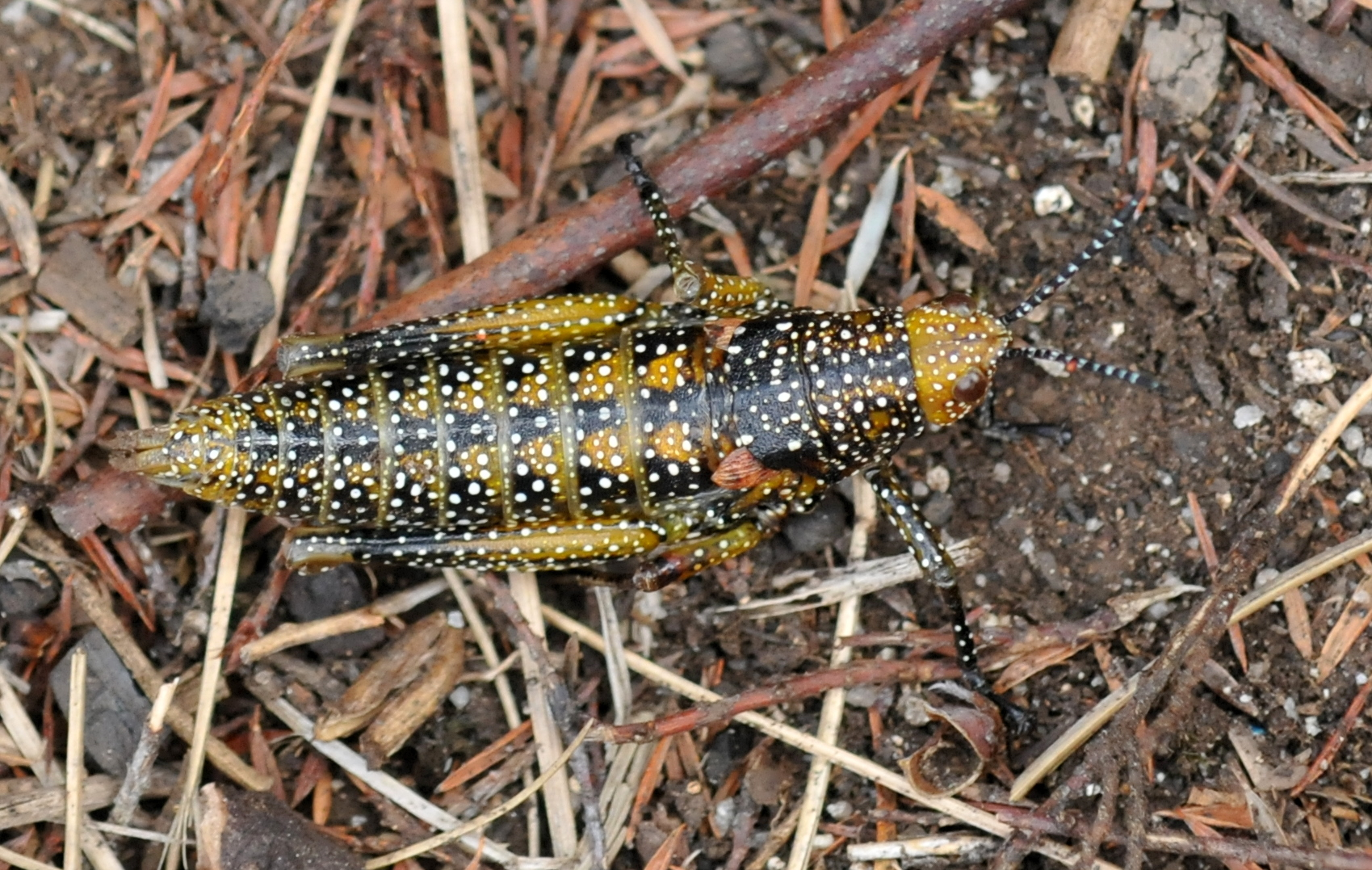